# Revolte
Unter einer Revolte versteht man ein Aufbegehren, einen Aufruhr oder einen Aufstand von Menschen.

## Begriffsbestimmung
Im Gegensatz zur Revolution steht der Begriff der Revolte meist für das Sich-Auflehnen einer kleineren Gruppe von Personen mit lokaler Begrenzung. Typische Beispiele sind Gefangenen-, Sklaven-, Bauern-, Armeen- oder Arbeiterrevolten, wobei der Begriff hier synonym zu Aufstand gebraucht wird. Eine Revolte von Truppenteilen oder Schiffsbesatzungen wie auch Strafgefangenen wird in der Rechtssprache als Meuterei bezeichnet.
Eine Revolution dagegen ist ein Aufstand von weitaus größerer Tragweite, z. B. die Französische Revolution von 1789, die zu einem Umsturz der Verhältnisse in ganz Frankreich führte und auch die Nachbarländer in Mitleidenschaft zog. Oft spricht man auch von Revolten, wenn ein Revolutionsversuch gescheitert ist. Manchmal werden gescheiterte Revolutionen jedoch als Revolution bezeichnet, wie etwa die Märzrevolution 1848/49.
Revolte kann auch in einem eher individuellen Sinn verstanden werden. Der Begriff bedeutet dann die Auflehnung eines Individuums gegen von außen auferlegte oder verinnerlichte Zwänge und Erwartungen, etwa gegen die Familie oder die sozialen Normen der Gesellschaft.

## Zitate
„Revolten kennen im allgemeinen nur das Scheitern, sonst wären sie Revolutionen. Die gescheiterte Revolte indessen greift in die Geschichte ein, sie setzt Zeichen, die teils verschwinden, um später wieder aufzutauchen, sie verändern doch die Welt.“

Überlieferter Dialog zwischen dem Herzog von Liancourt und dem König Ludwig XVI.; Liancourt überbrachte die Nachricht, dass die Bastille von den aufständischen Parisern erobert worden sei:
Liancourt: Sire, ils ont pris la Bastille!
König: C’est une révolte?
Liancourt: Non, Sire, c’est une révolution!